# Орхус
О̀рхус (на датски: Aarhus или Århus) е град в Централна Дания, административен център на амт Орхус. Разположен е на източния бряг на полуостров Ютландия. Градът е седалище на епископия от 951 г., а катедралата от 13 век е най-голямата църква в Дания. Основан е през 8 век по време на викингите, той е най-старият град в Скандинавия, а също така е и вторият по големина град в Дания след столицата Копенхаген. Население 237 551 души (към 1 януари 2008).

## Родени в Орхус
- Оле Кристенсен Рьомер (1644 – 1710), датски учен
- Ернесто Далгас (1871 – 1899), датски поет и философ
- Бярне Строуструп (р. 1950), датски компютърен програмист

## Побратимени градове
- Гьотеборг, Швеция
- Берген, Норвегия
- Какорток, Гренландия
- Санкт Петербург, Русия, от 1989 г.
- Турку, Финландия, от 1946 г.
- Харбин, Китай